# Riposare in pace
Riposare in pace (Descansar en paz) è un film del 2024 diretto da Sebastián Borensztein e tratto dall'omonimo romanzo di Martin Baintrub.

## Trama
Sommerso dai debiti e minacciato da uno strozzino, Sergio approfitta di un'imprevista situazione per simulare la propria morte e sparire, creandosi una nuova identità. Trascorsi 15 anni, tuttavia, l'uomo decide di scoprire cosa ne sia stato della sua famiglia.

## Distribuzione
Il film è stato distribuito sulla piattaforma Netflix a partire dal 27 marzo 2024.